# Brachygrammatella jaipurensis
Brachygrammatella jaipurensis är en stekelart som beskrevs av Yousuf och Shafee 1988. Brachygrammatella jaipurensis ingår i släktet Brachygrammatella och familjen hårstrimsteklar. Inga underarter finns listade.